# Кошевенко Віталій Васильович
Віта́лій Васи́льович Кошевенко — генерал-майор (з серпня 2012) Державної прикордонної служби України.
Начальник управління зв'язку та інформатизації Департаменту охорони державного кордону Адміністрації Державної прикордонної служби України.

## Нагороди
2 серпня 2014 року — за особисту мужність і героїзм, виявлені у захисті державного суверенітету та територіальної цілісності України, вірність військовій присязі під час російсько-української війни, відзначений — нагороджений орденом «За мужність» III ступеня.